# Taux brut de reproduction
Le taux de reproduction brut ou taux brut de reproduction est un indicateur démographique destiné à mesurer le degré de remplacement d'une génération par la suivante. Il s'exprime par le nombre de filles mises au monde en descendance finale par cent femmes, rapport non corrigé de l'effet de mortalité, ce qui le différencie du taux net de reproduction qui est la mesure usuelle.